# ني أبولونيا (ثيسالونيكي)
ني أبولونيا (Νέα Απολλωνία) هي مدينة في ثيسالونيكي في مقاطعة فوريا إلادا في اليونان.[متى؟]